# Clubiona stagnatilis
Clubiona stagnatilis este o specie de păianjeni din genul Clubiona, familia Clubionidae, descrisă de Kulczynski, 1897. Conform Catalogue of Life specia Clubiona stagnatilis nu are subspecii cunoscute.